# 黎濟銘
黎濟銘（Lai Chai Ming）是香港男演員，於香港演藝學院戲劇學院主修表演，2016年畢業。入行初期以演出舞台劇及音樂錄像等為主，後來亦有參演電視劇和電影。

## 演出

### 電影
- 2025年：《贖夢》（只以硬照形式出現在投資廣告板上）
- 2024年：《焚城》 飾 路人
- 2024年：《談判專家》  飾 警方談判專家助手
- 2024年：《九龍城寨之圍城》
- 2024年：《從今以後》 飾 阿琛
- 2024年：《臨時劫案》 飾 巡邏警員
- 2024年：《盜月者》 飾 阿銘

### 電視劇
- 2025年：《哪一天我們會紅》（ViuTV） 飾 西瓜
- 2024年：《十七年命運週期》（ViuTV） 飾 歐陽柊[2]
- 2023年：《大誠實家》（ViuTV） 飾 陳本質
- 2015年：《獅子山下》單元《高價收購》（港台電視）

### 舞台表演
- 2025年 8月：《冚家拆》（獨腳戲）（大象創作）
- 2025年 7月：《月明星稀2.0》（重演）（前進進戲劇工作坊） 飾 阿明
- 2025年 4月：《無法相見的夜裏》（再構造劇場） 飾 研希
- 2025年 1月：《我不好愛》（重演）（風車草劇團） 飾 Patrick
- 2024年 12月：《The Restaurant 餐廳》（風車草劇團） 飾 銘
- 2024年 6月：《月明星稀》（前進進戲劇工作坊） 飾 阿明[3][4][5]
- 2023年 7月：《不一樣的情節》（李家祺舞蹈製作）
- 2022年 11月：《我們最快樂》（第50屆香港藝術節）
- 2022年 7月：《最後禮物》（英皇娛樂主辦，黃子華舞台劇） 飾 青叔[6]
- 2018年 3月：《忙與盲3：哈雷彗星的眼淚》（風車草劇團）
- 2018年 1至2月：《灼眼的白晨》（重演）（香港話劇團）

### MV
- 2023年 4月：陳慧琳《我的親人》
- 2023年 4月：葉巧琳《綜藝魂》
- 2023年 8月：泳兒《一了百了》
- 2023年 2月：Dear Jane《愛我別走》
- 2022年 11月：吳林峰《俄羅斯套娃》
- 2022年 1月：Serrini《樹》
- 2020年 10月：陳奕迅《致明日的舞》
- 2020年 10月：陳健安《時光邊緣的人》
- 2020年 7月：余香凝、吳嘉熙《天地分裂》
- 2019年 12月：SoulJase 何建曦《Bounce Back》
- 2018年 7月：sp'ACE《中途站》

## 外部連結
- 黎濟銘的Instagram帳戶